# Abborrtjärnen (Los socken, Hälsingland, 686226-146317)
Abborrtjärnen är en sjö i Ljusdals kommun i Hälsingland och ingår i Ljusnans huvudavrinningsområde. Sjön har en area på 0,0617 kvadratkilometer och ligger 433,1 meter över havet. Sjön avvattnas av vattendraget Stor-Järvsjöån.

## Delavrinningsområde
Abborrtjärnen ingår i det delavrinningsområde (686481-146285) som SMHI kallar för Utloppet av Stor-Järvsjön. Medelhöjden är 457 meter över havet och ytan är 22,63 kvadratkilometer. Det finns inga avrinningsområden uppströms utan avrinningsområdet är högsta punkten. Stor-Järvsjöån som avvattnar avrinningsområdet har biflödesordning 3, vilket innebär att vattnet flödar genom totalt 3 vattendrag innan det når havet efter 197 kilometer. Avrinningsområdet består mestadels av skog (63 procent) och sankmarker (24 procent). Avrinningsområdet har 1,83 kvadratkilometer vattenytor vilket ger det en sjöprocent på 8,1 procent.